# 巴奇達魯·妮卡兒
巴奇達魯·妮卡兒（2000年5月3日—），舊漢名王帛聖，母親是阿美族人，2021年年初改用族名，台灣棒球選手，目前效力於中華職棒台鋼雄鷹。

## 外部連結
- 巴奇達魯·妮卡兒在台灣棒球維基館上的頁面（繁體中文）
- 巴奇達魯·妮卡兒在中華職棒官網